# Sol
Kuhinjska sol oziroma krajše sol je nujna sestavina velike večine jedi, pogosto tudi sladkih. Sol kot kemijska spojina je sicer natrijev klorid (NaCl). Sol se pridobiva na solinah ali z rudarjenjem.
V kulinariki ni enotnega mnenja o tem ali je sol začimba ali osnovna sestavina hrane kot maščoba, moka, ... Sol spada praktično v vsako jed, v organizmu ima sol posebno fiziološko vlogo pri večjih naporih ali v poletni vročini, ko se močneje potimo, saj uživanje soli pomaga ohranjati ravnovesje ionov v telesnih tekočinah.
Ločimo morsko, kameno in evaporirano sol. Predvsem kameni soli danes dodajajo razne dodatke (predvsem jod). Jodiranje soli se izvede z dodajanjem 10 mg kalijevega jodida ali z ekvivalentno količino natrijevega jodida na 1 kg soli. Ta ukrep prepreči napačno delovanje funkcij organov v telesu zaradi pomanjkanja joda. Morska sol velikokrat vsebuje pretirane količine magnezijevega klorida in drugih mineralnih primesi in ni uporabna za človeško prehrano. Kvalitetna sol mora vsebovati najmanj 97 % natrijevega klorida in ne več kot 0,5 % natrijevega sulfata.
Sol je imela v zgodovini velik pomen. Imeti sol je pomenilo imeti bogastvo in moč.

## Poimenovanja in izpeljanke iz imena sol
Iz imena soli je izšlo več poimenovanj:
- jed: solata, pomeni 'soljena', tj. soljena jed,
- nahajališče soli: Solin, Solnograd, staro slovensko ime za Salzburg,
- pridelovalec soli: solinar,
- soliter, bela snov, ki se nabira na vlažnem zidu. (sal+nitrum)

## Preveč soli škodi
Sol nujno potrebujemo, saj je ena izmed temeljnih mineralov, katere potrebujemo zato, da naše telo sploh lahko funkcionira. Sol potrebujemo v krvi, plazmi in v vseh celicah od katerih je odvisno naše življenje. Stres ter vsaka hiperfunkcija poveča porabo soli, ker jo telo porabi, da bi ohranilo alkalen pH. Zaradi primankanja soli izgubljamo tudi ostale minerale, saj se vsi minerali vežejo na sol. 
A vendar je sol pogosti povzročitelj bolezni. Prekomerna količina soli v naši prehrani lahko pripelje do tega, da se nam kronično poviša krvni tlak, kateri je pogost povzročitelj bolezni srca in ožilja, posledično pa lahko  privede tudi do smrti. 
Pretirano dodajanje soli v hrani je povezano tudi s pojavom osteoporoze, ledvičnih kamnov, sladkorne bolezni tipa 2, debelosti ter v najslabšem primeru tudi želodčnega raka.

## Popolna količina soli
Količina soli za odraslega sega do 1,4 g na dan, za otroke do 7 leta 1 g, ter od 0,3 do 0,5 g za otroke do prvega leta starosti. 
Pri odraslemu je lahko kritično že uživanje 5 g soli na dan, pri otrocih do 7 leta 3 g, pri otrocih do prvega leta starosti pa le 1 g. Z dandanašnjo predelano hrano, pretiranim dosoljevanjem hrane, ki jo imamo že na krožniku, ter pogostimi obroki izven doma, kjer je sol v velikih količinah dodana tudi za ojačevalce okusa,  povprečen slovenski prebivalec zaužije tudi do 12g soli na dan.